# Hederaue mit Thüler Moorkomplex
Das Naturschutzgebiet Hederaue mit Thüler Moorkomplex liegt auf dem Gebiet der Städte Delbrück und Salzkotten im Kreis Paderborn in Nordrhein-Westfalen entlang des Unterlaufs der Heder. Das Gebiet erstreckt sich nordwestlich der Kernstadt Salzkotten und südwestlich von Thüle. Nordwestlich verläuft die Landesstraße L 815, östlich die L 751, südlich die B 1 und südwestlich die L 636. Im nordwestlichen Bereich des Gebietes fließt die Lippe durch das Gebiet hindurch.

## Bedeutung
Das etwa 488 ha große Gebiet, das aus zwei Teilflächen besteht, wurde im Jahr 1951 unter der Schlüsselnummer PB-038 unter Naturschutz gestellt.